# Cadme de Zancle
Cadme (en grec antic: Κάδμος) fill d'Escites, fou un governant de l'antiga Grècia reconegut per la seva gran integritat.
Va ser enviat per Geló I de Gela a Delfos el 480 aC amb grans tresors durant la segona guerra mèdica per esperar el resultat de la batalla entre grecs i perses, per donar-los als perses si guanyaven o retornar-los en cas contrari. Després de la derrota de Xerxes I de Pèrsia a la Batalla de les Termòpiles va tornar a Sicília amb els tresors de què es podia haver apropiat fàcilment.
Heròdot diu que era natural de l'illa de Cos, i que va ser tirà de l'illa succeint al seu pare, però va donar voluntàriament la llibertat als illencs i se'n va anar a Sicília i es va establir a Zancle, que poc més tard seria reanomenada Messana. Müller pensa que en realitat era fill del tirà Escites de Zancle, que fou expel·lit del poder per la gent de Samos (497 aC) i va fugir a Pèrsia, on probablement va obtenir la tirania de Cos, que va exercir fins a la seva mort. Quan el fill va tornar a Zancle el va acompanyar el poeta Epicarm.